# U-130 (tàu ngầm Đức) (1941)

U-130 là một tàu ngầm tấn công  Lớp Type IX thuộc phân lớp Type IXC được Hải quân Đức Quốc Xã chế tạo trong Chiến tranh Thế giới thứ hai. Nhập biên chế năm 1941, nó đã thực hiện được sáu chuyến tuần tra, đánh chìm được 21 tàu buôn với tổng tải trọng 127.608 GRT cùng ba tàu chiến phụ trợ tổng tải trọng 34.407 GRT, đồng thời gây hư hại cho một tàu buôn tải trọng 6.986 GRT. Trong chuyến tuần tra cuối cùng, U-130 bị tàu khu trục USS Champlin của Hải quân Hoa Kỳ thả mìn sâu đánh chìm về phía Tây quần đảo Azores vào ngày 12 tháng 3, 1943.

## Thiết kế và chế tạo

### Thiết kế
Thiết kế của tàu ngầm Type IXC có kích thước hơi nhỉnh hơn so với phân lớp Type IXB dẫn trước. Chúng có trọng lượng choán nước 1.120 t (1.100 tấn Anh) khi nổi và 1.232 t (1.213 tấn Anh) khi lặn. Con tàu có chiều dài chung 76,76 m (251 ft 10 in), lớp vỏ trong chịu áp lực dài 58,75 m (192 ft 9 in), mạn tàu rộng 6,76 m (22 ft 2 in), chiều cao 9,60 m (31 ft 6 in) và mớn nước 4,70 m (15 ft 5 in).
Chúng trang bị hai động cơ diesel MAN M 9 V 40/46 siêu tăng áp 9-xy lanh 4 thì, tổng công suất 4.400 PS (3.200 kW; 4.300 bhp), dẫn động hai trục chân vịt đường kính 1,92 m (6,3 ft), cho phép đạt tốc độ tối đa 18,3 kn (33,9 km/h), và tầm hoạt động tối đa 13.450 nmi (24.910 km) khi đi tốc độ đường trường 10 kn (19 km/h). Khi đi ngầm dưới nước, chúng sử dụng hai động cơ/máy phát điện Siemens-Schuckert 2 GU 345/34 tổng công suất 1.000 PS (740 kW; 990 shp). Tốc độ tối đa khi lặn là 7,3 kn (13,5 km/h), và tầm hoạt động 63 nmi (117 km) ở tốc độ 4 kn (7,4 km/h). Con tàu có khả năng lặn sâu đến 230 m (750 ft).
Vũ khí trang bị có sáu ống phóng ngư lôi 53,3 cm (21 in), bao gồm bốn ống trước mũi và hai ống phía đuôi, và mang theo tổng cộng 22 quả ngư lôi 53,3 cm (21 in). Tàu ngầm Type IX trang bị một hải pháo 10,5 cm (4,1 in) SK C/32 với 110 quả đạn, một pháo phòng không 3,7 cm (1,5 in) SK C/30 và hai pháo phòng không 2 cm (0,79 in) C/30. Thủy thủ đoàn bao gồm 4 sĩ quan và 44 thủy thủ.

### Chế tạo
U-130 được đặt hàng vào ngày 7 tháng 8, 1939, và được đặt lườn tại xưởng tàu AG Weser của hãng DeSchiMAG ở Bremen vào ngày 20 tháng 8, 1940. Nó được hạ thủy vào ngày 14 tháng 3, 1941, và nhập biên chế cùng Hải quân Đức Quốc Xã vào ngày 11 tháng 6, 1941 dưới quyền chỉ huy của Hạm trưởng, Thiếu tá Hải quân Ernst Kals.

## Lịch sử hoạt động

### 1941
U-130 tiến hành chạy thử máy và huấn luyện trong thành phần Chi hạm đội U-boat 4 cho đến ngày 1 tháng 9, 1941, khi nó được điều sang Chi hạm đội U-boat 2 để tiếp tục huấn luyện, và ở lại cùng đơn vị này khi được đưa ra hoạt động trên tuyến đầu cho đến khi bị mất.

#### Chuyến tuần tra thứ nhất
U-130 xuất phát từ cảng Kiel, Đức vào ngày 1 tháng 12, 1941 cho chuyến tuần tra đầu tiên trong chiến tranh. Nó tiến ra Bắc Hải, rồi băng qua khe GI-UK giữa các quần đảo Shetland và Faroe để vòng qua quần đảo Anh, và hoạt động tại vùng biển Bắc Đại Tây Dương về phía Tây Ireland (Khu vực Tiếp cận phía Tây). Ở vị trí về phía Tây Rockall vào ngày 10 tháng 12, nó đã phóng ngư lôi tấn công Đoàn tàu SC-57, lần lượt đánh chìm các tàu buôn Anh Kirnwood 3.829 GRT và Kurdistan 5.844 GRT; cùng với tàu buôn Ai Cập Star of Luxor 5.298 GRT. U-130 kết thúc chuyến tuần tra tại cảng Lorient bên bờ Đại Tây Dương của Pháp đã bị Đức chiếm đóng vào ngày 16 tháng 12. Lorient trở thành căn cứ hoạt động chính của chiếc tàu ngầm cho đến khi nó bị mất.

### 1943

#### Chuyến tuần tra thứ sáu – Bị mất
U-130 khởi hành từ cảng Lorient vào ngày 28 tháng 3, 1943 cho chuyến tuần tra thứ sáu, cũng là chuyến cuối cùng, và đã di chuyển theo hướng Tây Nam để hoạt động tại khu vực giữa Đại Tây Dương. Tại đây vào ngày 5 tháng 3, nó đã phóng ngư lôi tấn công Đoàn tàu XK-2 và lần lượt đánh chìm các tàu buôn Anh SS Empire Tower 4.378 GRT, Fidra 1.574 GRT, Ger-y-Bryn 5.108 GRT, và Trefusis 5.299 GRT,
Đến ngày 12 tháng 3, U-130 bị tàu khu trục USS Hobby của Hải quân Hoa Kỳ thả mìn sâu đánh chìm về phía Tây quần đảo Azores, tại tọa độ 37°12′B 40°32′T / 37,2°B 40,533°T. Toàn bộ 53 thành viên thủy thủ đoàn của U-130 đều đã tử trận.
Trước đây có nguồn cho rằng chiếc U-boat bị đánh chìm bởi mìn sâu thả từ tàu khu trục Hoa Kỳ USS Champlin cùng vào ngày 12 tháng 3 ở vị trí về phía Tây quần đảo Azores, tại tọa độ 37°10′B 40°21′T / 37,167°B 40,35°T. Cuộc tấn công này thật ra nhắm vào tàu ngầm U-515 nhưng không gây thiệt hại nào.

### "Bầy sói" tham gia
U-130 từng tham gia ba bầy sói:
- Schlagetot (9 – 21 tháng 11, 1942)
- Westwall (21 tháng 11 – 16 tháng 12, 1942)
- Unverzagt (12 tháng 3, 1943)

### Tóm tắt chiến công
U-130 đã đánh chìm được 21 tàu buôn với tổng tải trọng 127.608 GRT cùng ba tàu chiến phụ trợ tổng tải trọng 34.407 GRT, đồng thời gây hư hại cho một tàu buôn tải trọng 6.986 GRT:
| Ngày              | Tên tàu             | Quốc tịch       | Tải trọng | Số phận      |
| ----------------- | ------------------- | --------------- | --------- | ------------ |
| 10 tháng 12, 1941 | Kirnwood            | United Kingdom  | 3.829     | Bị đánh chìm |
| 10 tháng 12, 1941 | Kurdistan           | United Kingdom  | 5.844     | Bị đánh chìm |
| 10 tháng 12, 1941 | Star of Luxor       | Egypt           | 5.298     | Bị đánh chìm |
| 13 tháng 1, 1942  | Friar Rock          | Panama          | 5.427     | Bị đánh chìm |
| 13 tháng 1, 1942  | Frisco              | Norway          | 1.582     | Bị đánh chìm |
| 21 tháng 1, 1942  | Alexander Høegh     | Norway          | 8.248     | Bị đánh chìm |
| 25 tháng 1, 1942  | Varanger            | Norway          | 9.305     | Bị đánh chìm |
| 27 tháng 1, 1942  | Francis E. Powell   | United States   | 7.096     | Bị đánh chìm |
| 27 tháng 1, 1942  | Halo                | United States   | 6.986     | Bị hư hại    |
| 11 tháng 4, 1942  | Grenanger           | Norway          | 5.393     | Bị đánh chìm |
| 11 tháng 4, 1942  | Esso Boston         | United States   | 7.699     | Bị đánh chìm |
| 25 tháng 7, 1942  | Tankexpress         | Norway          | 10.095    | Bị đánh chìm |
| 27 tháng 7, 1942  | Elmwood             | United Kingdom  | 7.167     | Bị đánh chìm |
| 30 tháng 7, 1942  | Danmark             | United Kingdom  | 8.391     | Bị đánh chìm |
| 9 tháng 8, 1942   | Malmanger           | Norway          | 7.078     | Bị đánh chìm |
| 11 tháng 8, 1942  | Mirlo               | Norway          | 7.455     | Bị đánh chìm |
| 25 tháng 8, 1942  | Viking Star         | United Kingdom  | 6.445     | Bị đánh chìm |
| 26 tháng 8, 1942  | Beechwood           | United Kingdom  | 4.897     | Bị đánh chìm |
| 12 tháng 11, 1942 | USS Edward Rutledge | Hải quân Hoa Kỳ | 9.360     | Bị đánh chìm |
| 12 tháng 11, 1942 | USS Hugh L. Scott   | Hải quân Hoa Kỳ | 12.479    | Bị đánh chìm |
| 12 tháng 11, 1942 | USS Tasker H. Bliss | Hải quân Hoa Kỳ | 12.568    | Bị đánh chìm |
| 5 tháng 3, 1943   | SS Empire Tower     | United Kingdom  | 4.378     | Bị đánh chìm |
| 5 tháng 3, 1943   | Fidra               | United Kingdom  | 1.574     | Bị đánh chìm |
| 5 tháng 3, 1943   | Ger-y-Bryn          | United Kingdom  | 5.108     | Bị đánh chìm |
| 5 tháng 3, 1943   | Trefusis            | United Kingdom  | 5.299     | Bị đánh chìm |